# Нобл, Питер
Питер Нобл (англ. Peter Noble; 19 августа 1944, Ньюкасл-апон-Тайн, Нортамберленд — 6 мая 2017) — английский футболист, игравший на позиции нападающего.

## Клубная карьера
Нобл начал свою карьеру в «Консетте», где совмещал карьеру художника и декоратора с футболом. После впечатляющего сезона с командой он был подписан в «Ньюкасл Юнайтед», где пров`л 25 матчей.
В январе 1968 года за 8000 фунтов стерлингов Нобл подписал контракт со «Суиндон Таун», и дебютировал в начале февраля, выйдя с замены, в победном матче против «Уолсолла» (3:0).
В следующем сезоне он забил 16 голов в чемпионате и стал лучшим бомбардиром клуба, но его главный вклад заключался в успешной кампании Кубка лиги. Он играл в каждом матче на пути к финалу. Нобл забил четыре гола, включая победный гол в дополнительное время в переигровке полуфинала против «Бернли». Лишь пять лет спустя он обнаружил, что в той игре сломал лопатку. В финале «Суиндон» обыграл лондонский «Арсенал» со счетом 3:1.
Он снова стал лучшим бомбардиром клуба в сезоне 1969/1970 с 12 голами и еще раз в сезоне 1971/1972 с 14 голами. Он также забивал в финалах Кубка Англо-итальянской лиги в 1969 и 1970 годах. Нобл покинул «Суиндон» в конце сезона 1972/1973, когда «Бернли» заплатил за него 35 000 фунтов стерлингов.
Первоначально в «Бернли» он играл на позиции защитника, а затем был переведён в полузащиту, и он стал их лучшим бомбардиром в трех из четырёх следующих сезонов. Он также стал штатным пенальтистом команды. Нобл был фаворитом болельщиков «Терф Мур» за целеустремленность, напористость и результативность. Ноубл забил 63 гола в 243 матчах и был капитаном большую часть своего семилетнего пребывания в клубе.
В 1980 году он перешёл в «Блэкпул», где продолжил сотрудничество с другим бывшим игроком «Бернли», Полом Флетчером. В то же время он также открыл спортивный магазин на крытом рынке Бернли — Peter Noble Sport Ltd., которым он успешно управлял вместе со своей семьей в течение почти 20 лет.
Ноубл завершил свою карьеру, реализовав все свои пенальти в карьере. Этот рекорд из 28 последовательных пенальти считается мировым рекордом. В 1985 году вопрос о пенальти Нобла появился в первом издании популярной настольной игры Trivial pursuit.
В 2006 году на специальном ужине в «Терф Мур» Нобл вместе с рядом других игроков был официально объявлен «Легендой футбольного клуба „Бернли“» клубом Восточного Ланкашира.